# (26891) Johnbutler
(26891) Johnbutler (1995 CC2) – planetoida z pasa głównego asteroid okrążająca Słońce w ciągu 2,69 lat w średniej odległości 1,93 j.a. Odkryta 7 lutego 1995 roku.